# Vrbové

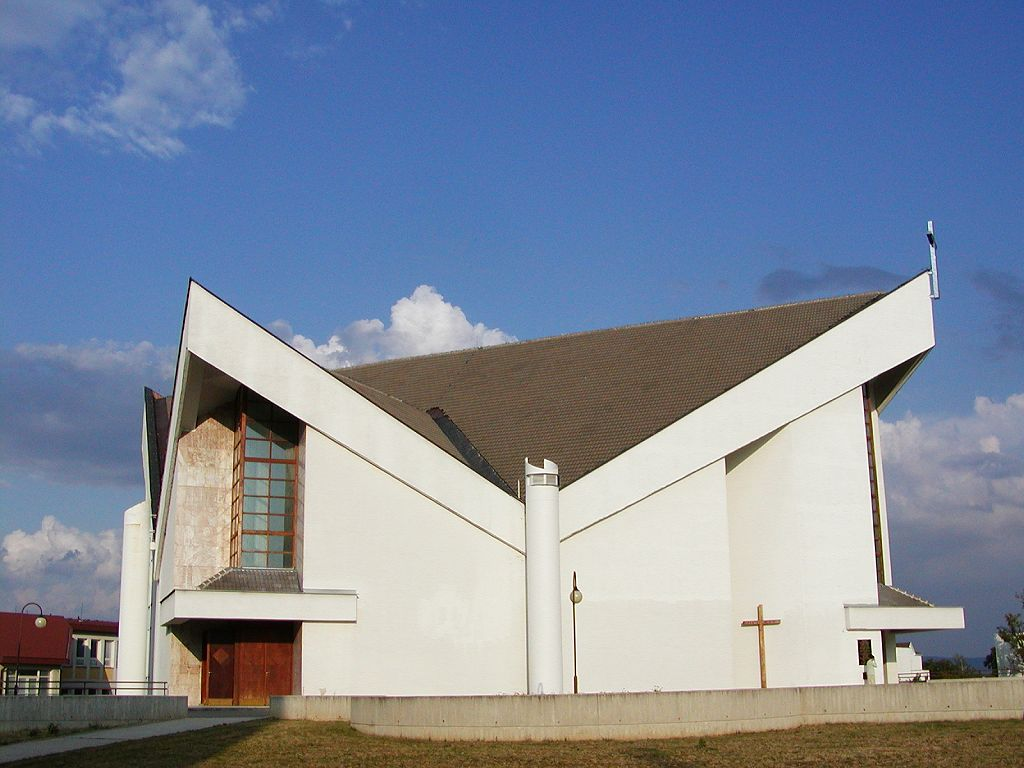
Biserica St. Gorazd (1992 - 1997)

Vrbové  este un oraș din Slovacia. Localitatea se află la altitudinea de 188 m deasupra n.m., se întinde pe o suprafață de 13,967 km2 și în 2017 număra 5.969 de locuitori.

## Istoric
Localitatea Vrbové este atestată documentar din 1332.

## Demografie
| An:                | 1994 | 2004   | 2014   | 2024   |
| ------------------ | ---- | ------ | ------ | ------ |
| Număr de persoane: | 6162 | 6300   | 6091   | 5554   |
| Diferență:         |      | +2,23% | −3,31% | −8,81% |

| An:                | 2023 | 2024   |
| ------------------ | ---- | ------ |
| Număr de persoane: | 5597 | 5554   |
| Diferență:         |      | −0,76% |